# Rip Kirby
Remington "Rip" Kirby é um personagem de história em quadrinhos / banda desenhada, criada pelo famoso desenhista Alex Raymond em 1946 e com textos do editor do King Features Ward Greene. Conta-se que a ideia do personagem foi de Greene, mas o crédito foi dado inicialmente para Raymond, para aproveitar a fama do desenhista. No Brasil, Rip Kirby ficou conhecido como o detetive particular e ex-fuzileiro naval Nick Holmes, enquanto em Portugal a princípio teve o nome aportuguesado para Rúben Quirino. Suas histórias foram publicadas pela editora RGE na revista Gibi, sendo que uma edição especial de novembro de 75 (Gibi mensal número 8), suas primeiras tiras (algumas inéditas no Brasil) foram republicadas. Nessa sequência, Holmes se vê as voltas com uma fórmula química letal, disputada por gangsters e cientistas
Alex Raymond desenhou o personagem Rip Kirby logo depois que retornou da Segunda Guerra Mundial, dando continuidade a seu trabalho artístico anterior, de grande êxito: havia criado nos anos 30 personagens clássicos do gênero como Flash Gordon,  Jungle Jim e Agente Secreto X-9. A tira de quadrinhos começou a ser publicada em 4 de março de 1946 com grande sucesso e Raymond recebeu o Reuben Award em 1949. Depois da morte de Greene, as histórias passaram a ser escritas por  Fred Dickenson que fez esse trabalho até meados dos anos 80. Raymond faleceu em 1956 num acidente de carro, e a tira passou a ser desenhada por John Prentice. Depois do afastamento de Dickenson por problemas de saúde, Prentice assumiu os textos até a morte, em 1999. A tira se encerrou nesse mesmo ano, com a aposentadoria de Rip Kirby. Prentice recebeu do National Cartoonist Society o prêmio de melhor tira de história em quadrinhos dos anos de 1966, 1967 e 1986.
Apesar de ex-militar, "Rip" Kirby não fazia o tipo comum do detetive particular das revistas pulps. Ele fumava cachimbo, usava frequentemente roupas a rigor e óculos. Tinha um mordomo extremamente magro e ex-ladrão chamado Desmond (conhecido como Duarte no Brasil), o qual lhe dava aulas de golfe. Também diferente dos demais, Holmes tinha uma namorada fixa, a famosa modelo Honey Dorian.